# Sardjentpepper
Sardjentpepper är en samlingsskiva av KSMB. Den släpptes 1989, då först på CD eftersom planen var att det skulle vara KSMB:s enda skiva som bara släpptes på CD men efter ett tag släpptes den även på LP. Skivan innehåller äldre, tidigare osläppta låtar och låtar som var svåra att få tag på. Skivomslaget är en bild på Lars Guld-Lars Jonson framför Kamraspalats, år 1982, med Rika barn leka bäst-omslaget bakom. I skivhäftet står det en kort berättelse om varje låt.

## Låtlista
| Nr  | Titel                 | Längd |
| --- | --------------------- | ----- |
| 1.  | ABAB                  | 2:03  |
| 2.  | Hårding               | 1:54  |
| 3.  | Förortsbarn           | 2:05  |
| 4.  | Tidens tempo          | 2:17  |
| 5.  | Dörrterror            | 2:26  |
| 6.  | Varför lever du?      | 2:19  |
| 7.  | Povero papa           | 4:03  |
| 8.  | En slemmig torsk      | 1:49  |
| 9.  | Dagen då alla gav upp | 3:36  |
| 10. | Rövarnas visa         | 2:49  |
| 11. | Förord till livet     | 3:42  |
| 12. | Sex noll två          | 6:54  |
| 13. | Blått & guld          | 2:33  |
| 14. | Klockan 8             | 3:16  |
| 15. | Polsk zchlager        | 3:52  |
| 16. | Välkommen             | 3:42  |
| 17. | Jag är ingenting      | 4:37  |
| 18. | Jag vill bara dansa   | 3:21  |
| 19. | Tänker på dig         | 6:12  |
| 20. | Spatsiba              | 2:31  |
| 21. | Jag vill dö           | 2:56  |